# Олин, Элизабет
Элизабет Олин (швед. Elisabeth Olin, декабрь 1740 — 26 марта 1828) — шведская оперная певица и композитор.

## Биография
Элизабет Олин была дочерью музыканта Петтера Лилльстрёма и актрисы и певицы Элизабет Лилльстрём. Её родители были участниками первого национального шведского театра, её отец был органистом и театральным музыкантом, а мать — одной из первых профессиональных актрис Швеции, театральной примой, входила в совет режиссёров.
Элизабет, которую ещё называли Бетти Лилльстрём, дебютировала в Боллхусете в 1747 году в возрасте семи лет, исполнив роль Альфхильд в «Свирели», считавшейся первой национальной комедией. Она была популярной маленькой актрисой и ценным участником труппы. После сезона 1754 года первая шведская труппа распалась на две, и Элизабет Олин вместе с матерью присоединились к труппе Стенборга. Петь она училась у Петтера Стенборга, игре на клавесине и теории музыки — у Фердинанда Селбелла.
Свою профессиональную концертную деятельность Элизабет вела по крайней мере с конца 1750-х годов. Она стала популярной певицей на концертах, которые регулярно исполнялись в Риддархусете в течение 1760-х гг., а её самое раннее выступление состоялось в 1761 г. во время концерта её наставника Селлбелла. В 1769 г. она была уже хорошо известной, ценилась шведской знатью и давала частные концерты. Элизабет также сама пробовала сочинять музыку — известен её вклад в музыкальный сборник Gustaviade.
В 1760 г. Элизабет вышла замуж за чиновника Габриэля Олина (1728—1794), и в этом браке родилось шестеро детей.
В 1771 г. шведский король Густав III решил отказаться от услуг французского театра и возродить национальный шведский театр. Он пригласил ещё существующую передвижную труппу Стенборга для выступления в Боллхусет, но это выступление в 1772 г. не оправдало его надежд, и поэтому он решил создать Королевскую оперу. В те времена профессия актёра не считалась чем-то достойным, а потому возникли сложности с набором труппы. Кандидатура Элизабет Олин, уже приобретшей определённую репутацию, была рассмотрена одной из первых. Однако она была замужней женщиной, и профессиональная карьера на сцене не соответствовала её социальному положению. Она предложила свои услуги первой, и король, пойдя навстречу, назвал оперу «Королевской шведской оперой», то есть она формально считалась частью королевского двора, и оставил под своей юрисдикцией, а также предложил актрисам, традиционно имевшим более низкий статус, чем актёры, более высокое жалованье. Элизабет Олин получала самое высокое жалованье в труппе и вдобавок добилась включения в неё сестры и дочери. Король даже высказался в том духе, Элизабет Олин держит себя слишком дорого.
Первое торжественное выступление Королевской оперы состоялось 18 января 1773 г. На сцене была поставлена опера Франческо Уттини «Фетида и Пелей», в которой Элизабет Олин исполнила роль Фетиды, Стенборг — Пелея, а дочь Элизабет — роль Амура. Постановка имела оглушительный успех, и что особенно удивило иностранных послов так это то, что почти вся труппа до того даже не видела, как исполняются оперы. Элизабет Олин через два года сумела добиться повышения жалованья, угрожая уйти в отставку. Через пять лет она снова требовала и получала полное жалованье в качестве пенсии, как только объявляла о выходе в отставку, и, пожалуй, её жалованье было выше, чем у любой другой женщины в Швеции XIX в.
Среди известных ролей Элизабет были Галатея в «Ацисе, Галатее и Полифеме» Генделя, Эвридика в «Орфее и Эвридике» и Ифигения в «Ифигении в Тавриде» Глюка, Афалия Жана Расина, Сильвия Пьера Бертона и др.
Элизабет не терпела соперниц — ни Ловису Августи, которая подменяла её во время болезни или очередных родов, ни Каролину Мюллер, любимицу короля. Со сцены она сошла в 1782 г., и последней её ролью была Клитемнестра в «Ифигении в Авлиде». Тогда же её включили в Шведскую королевскую музыкальную академию, а в 1788 г. она стала членом академического комитета. Несмотря на то, что она после 1788 г. практически не выступала, её имя до 1803 г. включали в перечень актрис. В последний же раз она выступила со сцены в 1809 г. в Дворянском собрании Стокгольма. Когда Анжелика Каталани посетила Швецию в 1828 г., Элизабет спела для неё всего за несколько недель до своей смерти.

## Личная жизнь
Элизабет Олин была замужем за Габриэлем Олином и родила шестерых детей. Она также много лет была в любовных отношениях со своим коллегой, оперным певцом Карлом Стенборгом, который был сыном её бывшего наставника Петтера Стенборга. Отношения эти прервались, когда Карл Стенборг женился на Бетти Олин, дочери Элизабет.